# Il ragazzo che sorride
Pour plus de détails, voir Fiche technique et Distribution.
Il ragazzo che sorride est un film italien réalisé par Aldo Grimaldi, sorti en 1969.

## Distribution
- Al Bano : Giorgio
- Susanna Martinková : Livia, la femme de Giorgio
- Nino Taranto : Filippo Leccisi
- Antonella Steni : Tilde, la femme de Filippo
- Riccardo Garrone : le père de Livia
- Yvonne Sanson : la mère de Livia
- Francesco Mulè : le croquemort
- Ignazio Balsamo :